# Iota Aurigae
Iota Aurigae (ι Aur, ι Aurigae), de asemenea Hassaleh sau Kabdhilinan, este o stea din constelația Vizitiul. Are o magnitudine aparentă aproximativ egală cu 2,7  și se află la o depărtare de aproximativ 490 ani-lumină (31 pc) de Pământ.